# Сильный и слабый искусственные интеллекты
Сильный и слабый искусственные интеллекты — гипотеза в философии искусственного интеллекта, согласно которой некоторые формы искусственного интеллекта могут действительно обосновывать и решать проблемы.
- теория сильного (также используют термин универсальный) искусственного интеллекта предполагает, что искусственная система может приобрести способность мыслить и осознавать себя как отдельную личность[2] (в частности, понимать собственные мысли), хотя и не обязательно, что её мыслительный процесс будет подобен человеческому[3].
- теория слабого (также используют термины прикладной или узкий) искусственного интеллекта предназначена для решения какой-либо одной интеллектуальной задачи или их небольшого множества (например, системы для игры в шахматы, распознавания образов, речи, кредитный скоринг и т. д.)[4], которые не подразумевают наличия у компьютера подлинного сознания[5].

Термин «сильный искусственный интеллект» был введён в 1980 году Джоном Сёрлом (в работе, описывающей мысленный эксперимент «Китайская комната»), впервые охарактеризовавшим его следующим образом:

Соответствующим образом запрограммированный компьютер с нужными входами и выходами и будет разумом, в том смысле, в котором человеческий разум — это разум.Оригинальный текст (англ.)The appropriately programmed computer really is a mind, in the sense that computers given the right programs can be literally said to understand and have other cognitive states.— «Разумы, мозги и программы»
Некоторые учёные, включая Антонио Лието, утверждают, что текущие исследования как искусственного интеллекта, так и когнитивного моделирования идеально согласуются с гипотезой слабого искусственного интеллекта (которую не следует путать с различием между «общим» искусственным интеллектом и «узким» искусственным интеллектом). Так, популярное предположение о том, что когнитивные системы искусственного интеллекта являются частью сильного искусственного интеллекта, ошибочен и проблематичен, потому что искусственные модели мозга и разума можно использовать для понимания психических явлений, но они лишь моделируют реальные явления.
Ввиду разницы между двумя видами искусственного интеллекта для каждого из них характерен свой набор этических проблем. Для слабого интеллекта такими проблемами являются безработица и ответственность, которые при этом рядом исследователей считаются несущественными. Совершенствование и развитие сильного искусственного интеллекта, по мнению ряда учёных, может стать последним изобретением человечества, ввиду того, что он сможет превзойти естественный интеллект людей во всех сферах познания, положив начало технологической сингулярности. По словам математика и фантаста Вернора Винджа, создание сверхинтеллектуальной машины при этом ознаменует конец эры людей.

## Требования к созданию сильного ИИ
Предлагалось много определений интеллекта (такие, например, как возможность пройти тест Тьюринга), но на настоящий момент нет определения, которое бы удовлетворило всех.
Тем не менее, среди исследователей искусственного интеллекта есть общая договоренность о том, что сильный искусственный интеллект обладает следующими свойствами:
- Принятие решений, использование стратегий, решение головоломок и действия в условиях неопределённости;
- Представление знаний, включая общее представление о реальности;
- Планирование;
- Обучение;
- Общение на естественном языке;
- Сила воли;
- Объединение всех этих способностей воедино для достижения общих целей.

Ведутся работы для создания машин, имеющих все эти способности, и предполагается, что сильный искусственный интеллект будет иметь либо их все, либо большую часть из них.
Существуют и другие аспекты интеллекта человека, которые также лежат в основе создания сильного искусственного интеллекта:
- Сознание: быть восприимчивым к окружению;
- Самосознание: осознавать себя как отдельную личность, в частности, понимать собственные мысли;
- Сопереживание: способность «чувствовать», проявлять эмпатию;
- Мудрость;
- Собственная мотивация.